# Joseph Decaisne
Joseph Decaisne (7 de marzo de 1807 – 8 de febrero de 1882) fue un botánico y agrónomo francés de origen belga.
Aunque nace en Bruselas, Bélgica, ejerce su actividad exclusivamente en París. Ingresa en 1824 como jardinero al Muséum national d'histoire naturelle (Museo Nacional de Historia natural) y pasa, en 1832, a Jefe de la Sección siembras.
Fue naturalista auxiliar de la Jefatura de Botánica rural de Adrien-H. de Jussieu (1797-1853). Allí comienzan sus estudios botánicos de especímenes traídos por varios viajeros (como V. Jacquemont (1801-1832) en Asia.
También se interesó en las algas. Sus trabajos fueron solo en investigación aplicada: agronomía del gro. Rubia, Dioscorea y Boehmeria nivea.
En 1850, Decaisne sigue a Charles-F. de Mirbel (1776-1854) como Director de Cultivos del Museo. En 1854 participa en la creación de la Sociedad de Botánica de Francia.
Fallece en París en 1882.

## Honores
- Miembro y Presidente de la Société Botanique de France, en el periodo 1855

### Epónimos
Los géneros Decaisnea (Hook.f. & Thomson) (Lardizabalaceae), Decaisnea (Brongn. ) sin. de Prescottia (Lindl.) y Decaisnea (Lindl.) sin. de Tropidia (Lindl.) (Orchidaceae), se nombran en su honor.

## Contribuciones a laTaxonomíavegetal
Describe los siguientes géneros de plantas con flores: Capanea, Chrysothemis de la familia de Gesneriaceae; Sautiera (Acanthaceae); Lepinia, Rhazya (Apocynaceae); Vancouveria (con C.Morren) (Berberidaceae); Ostryopsis (Betulaceae); Dipterygium (Capparidaceae); Brassaiopsis, Cuphocarpus*, Dendropanax*, Didymopanax*, Fatsia*, Oreopanax*, Stilbocarpa*, (* con Planch.) (Araliaceae); Berneuxia (Diapensiaceae); Scyphogyne (Ericaceae); Akebia, Boquila (Lardizabalaceae); Galtonia (Liliaceae s. l. o Hyacinthaceae); Treculia Decne. ex Trecul (Moraceae; Camptotheca (Nyssaceae o Cornaceae); Ephippiandra (Monimiaceae); Pseudais (Thymelaeaceae); Allardia, Lecocarpus, Wollastonia DC. ex Decne. (Asteraceae); Gymnotheca (Saururaceae); Bougueria (Plantaginaceae); Docynia (Rosaceae); Seetzenia R.Br. ex Decne.(Zygophyllaceae); Deherainia (Theophrastaceae); Lopholepis (Poaceae); Asterostemma, Atherandra, Baeolepis Decne. ex Moq., Barjonia, Blepharodon, Calostigma, Camptocarpus,
Decabelone, Decanema , Dictyanthus, Glossonema, Gongronema (Endl.) Decne. , Harpanema, Hemipogon, Hoodia Sweet ex Decne., Ibatia, Macropetalum Burch. ex Decne., Melinia, Mitostigma, Nautonia, Nephradenia, Orthosia, Pentopetia, Peplonia, Periglossum, Pherotrichis, Polystemma, Ptycanthera, Pycnoneurum, Pycnostelma Bunge ex Decne., Rhyssostelma, Riocreuxia, Tacazzea, Tassadia, Trichosandra ( Asclepiadaceae o Apocynaceae s. l.); Amorphophallus Blume ex Decne. (Araceae) and Leptopus (Euphorbiaceae s. l. o Phyllanthaceae).

## Obra
- Maison rustique du XIX siècle. Encyclopédie d'horticulture pratique, cours de jardinage, rédigé sous la direction de M. Decaisne (1836)

- Recherches anatomiques et physiologiques sur la garance, sur le développement de la matière colorante dans cette plante, sur sa culture et sa préparation, suivies de l'examen botanique du genre Rubia et de ses espèces (1837)

- Histoire de la maladie des pommes de terre en 1845 (1846)

- Flore élémentaire des jardins et des champs, accompagnée de clefs analytiques et d'un vocabulaire des termes techniques, par Emmanuel Le Maout et J. Decaisne (2 volumes, 1855)

- Le Jardin fruitier du Muséum, ou Iconographie de toutes les espèces et variétés d'arbres fruitiers cultivés dans cet établissement avec leur description, leur histoire, leur synonymie (El jardín de frutales del Museo o iconografía de todas las spp. y var. de árboles frutales cultivados)(9 v. 1858-1875) Texto en línea 1 2 5 6 7 8 9

- Manuel de l'amateur des jardins, traité général d'horticulture, par MM. Jh Decaisne, Ch. Naudin (4 v. 1862-1871)

- Voyage autour du monde sur la frégate La Vénus commandée par Abel Du Petit-Thouars (1864)

- Traité général de botanique descriptive et analytique, par MM. Emm. Le Maout, Jh Decaisne, ouvrage contenant 5500 figures dessinées par MM. L. Steinheil et A. Riocreux (1868)

- Mexicanas plantas (Plantas de México, 1872-1886 [en colaboración con otros]. (disponible Botanicus.org)

- La abreviatura «Decne.» se emplea para indicar a Joseph Decaisne como autoridad en la descripción y clasificación científica de los vegetales.[1]